# Cserdi-Helesfa megállóhely
Cserdi-Helesfa megállóhely egy Baranya vármegyei vasúti megállóhely Cserdi településen, a MÁV üzemeltetésében. Közvetlenül a két névadó község határvonala közelében helyezkedik el, a 6601-es út és a vasút keresztezése mellett, attól északra.

## Vasútvonalak
A megállóhelyet az alábbi vasútvonalak érintik:
- Budapest–Pécs-vasútvonal

## Kapcsolódó állomások
A megállóhelyhez az alábbi állomások vannak a legközelebb:
- Bükkösd vasútállomás (Budapest–Pécs-vasútvonal)
- Szentlőrinc vasútállomás (Budapest–Pécs-vasútvonal)

## Forgalom
| Járat        | Útvonal | Gyakoriság |
| ------------ | --- | ---------- |
| személyvonat | Dombóvár – Kaposszekcső – Vásárosdombó – Sásd – Godisa – Szatina-Kishajmás – Abaliget – Hetvehely – Bükkösd – Cserdi-Helesfa – Szentlőrinc – Bicsérd – Mecsekalja-Cserkút – Pécs | 2 óránként |